# Aedophron phlebophora
Aedophron phlebophora là một loài bướm đêm trong họ Noctuidae.